# Orthodontium gracile
Orthodontium gracile là một loài Rêu trong họ Bryaceae. Loài này được (Wilson) Schwägr. ex B.S.G. mô tả khoa học đầu tiên năm 1844.